# Fronte della Disobbedienza Realistica Europea
Il Fronte della Disobbedienza Realistica Europea (in greco: Μέτωπο Ευρωπαϊκής Ρεαλιστικής Ανυπακοής, Μétopo Evropaikís Realistikís Anypakoís), noto anche con il solo acronimo di MeRA25, è un partito politico greco di sinistra, di ispirazione socialista democratica. Il suo fondatore e segretario è l'ex parlamentare di SYRIZA e ministro delle finanze Gianīs Varoufakīs. MeRa25 fa parte del Movimento per la democrazia in Europa 2025 (DiEM25), dell'Internazionale Progressista e della Primavera europea.

## Storia
MeRA25 è stata fondata il 27 marzo 2018 dall'ex ministro delle finanze greco Gianīs Varoufakīs. Il partito è stato presentato durante un evento speciale ad Atene. Nel dicembre 2018 l'ex membro di Syriza e deputato al Parlamento europeo, Sofia Sakorafa, si è unita al partito.
Il partito ha corso alle elezioni del Parlamento europeo del 2019 (come parte di DiEM25), ottenendo il 2,99% e non ottenendo per poco nessun seggio. Alle elezioni parlamentari greche del 2019 ottiene il 3,44% a cui corrispondono 9 seggi.
Avendo il partito carattere transnazionale, nel novembre 2022 è stata annunciata la nascita della sezione italiana di MeRA25 nominando come portavoce Federico Dolce.
Alle due elezioni parlamentari greche del 2023, MeRA25 non è riuscito a superare la soglia di sbarramento del 3%, prendendo il 2,63% in maggio e il 2,50% in giugno. Alle Elezioni europee del 2024 in Grecia, ancora una volta ha fallito il raggiungimento dello sbarramento, fermandosi al 2,54%.

## Nome
Senza maiuscole, le lettere di ΜέΡΑ25, μέρα (mera), compongono la parola greca per "giorno", rispecchiando il diem latino che mostra la connessione con DiEM25.

## Risultati elettorali
| Elezione                 | Voti    | %    | Seggi   | Posizione         |
| ------------------------ | ------- | ---- | ------- | ----------------- |
| Parlamentari 2019        | 194.232 | 3,44 | 9 / 300 | Opposizione       |
| Parlamentari maggio 2023 | 155.107 | 2,63 | 0 / 300 | Extraparlamentare |
| Parlamentari giugno 2023 | 130.378 | 2,50 | 0 / 300 | Extraparlamentare |

Europee:
| Elezione     | Voti    | %    | Seggi  |
| ------------ | ------- | ---- | ------ |
| Europee 2019 | 169.285 | 2,99 | 0 / 21 |